# 內湖 (臺北市內湖區大字)
內湖，是臺北市內湖區的主要聚落及其鄰近地區，位於該區中北部，範圍大致包括紫陽次分區（清白里、紫雲里、瑞光里、紫星里、紫陽里、瑞陽里但不包括清白里東北角）、金龍次分區的西半部（金瑞里、內湖里、金龍里、湖濱里及碧山里南半部）及西湖次分區的東部（港華里、港富里、港都里、麗山里西南端除外部分、港墘里東大半部）。

## 歷史
台灣清治末期至日治前期，該地區為一街庄，稱為「內湖庄」，隸屬於芝蘭一堡。該庄北與雙溪庄為鄰，東與里族庄為鄰，西南邊隔基隆河與上塔悠庄為界，西邊為北勢湖庄。
1901年（日治明治三十四年）11月，該庄隸屬於臺北廳，編入第十區。1906年（明治三十九年）1月，第十、十一兩區合併，並改名「內湖區」。1920年（大正九年），該庄改制為「內湖」大字，隸屬於臺北州七星郡內湖庄。
戰後內湖庄改制為內湖鄉，隸屬於臺北縣，大字亦改制為村。1946年7月，南港、內湖分治，新里族地區仍隸屬內湖鄉。1968年7月臺北市改制為院轄市，內湖鄉併入成為內湖區，村亦改制為里。1990年3月，臺北市各區重劃，該地區仍屬於內湖區。

## 交通
台北捷運文湖線經過內湖地區。鄰近居民可由等路線及相關路網快速前往大台北地區各地，亦可在臺北車站南港車站轉搭高鐵、台鐵或客運前往全台各地。

## 學校
- 國立臺灣戲曲學院內湖校區
- 內湖高中
- 內湖高工
- 麗山高中
- 方濟中學
- 南湖高中
- 內湖國中
- 麗山國中
- 內湖國小
- 康寧國小
- 碧湖國小
- 麗山國小
- 東湖國小
- 新湖國小
- 明湖國小
- 南湖國小

## 公園
- 碧湖公園
- 大湖公園

## 廟宇
- 碧山巖開漳聖王廟
- 梘頭福德祠
- 圓覺寺
- 金龍禪寺

## 民俗文化
- 農曆正月十五日梘頭福德祠夜弄土地公
- 農曆二月十五日恭迎公舘庄武身開漳聖王聖誕慶典祈福遶境
- 農曆三月初一日內湖六大角天上聖母聖誕慶典祈福遶境